# Liste der Stolpersteine in Alfhausen
Die Liste der Stolpersteine in Alfhausen enthält alle Stolpersteine, die im Rahmen des gleichnamigen Projekts von Gunter Demnig in Alfhausen verlegt wurden. Mit ihnen soll an Opfer des Nationalsozialismus erinnert werden, die in Alfhausen lebten und wirkten.

## Verlegte Stolpersteine
| Adresse                        | Verlege- datum | Person, Inschrift | Bild                          | Anmerkung |
| ------------------------------ | -------------- | --- | ----------------------------- | --------- |
| Thiener Straße 12, Alfhausen · | 26. Apr. 2016  | Hier wohnte Antonie Marcus geb. Meyer Jg. 1874 deportiert 1942 Theresienstadt 1942 Treblinka ermordet                              | Stolperstein Antonie Marcus   |           |
| Thiener Straße 12, Alfhausen · | 26. Apr. 2016  | Hier wohnte Elise de Jonge deportiert 1942 Theresienstadt 1944 Auschwitz ermordet                                                  | Stolperstein Elise de Jonge   |           |
| Thiener Straße 12, Alfhausen · | 26. Apr. 2016  | Hier wohnte Hugo Meyer Jg. 1882 'Schutzhaft’ 1938 Buchenwald entlassen 1939 deportiert 1942 Theresienstadt 1944 Auschwitz ermordet | Stolperstein Hugo Meyer       |           |
| Thiener Straße 12, Alfhausen · | 26. Apr. 2016  | Hier wohnte Mathilde Meyer geb. Aronstein Jg. 1887 deportiert 1941 Riga ermordet                                                   | Stolperstein Mathilde Meyer   |           |
| Thiener Straße 12, Alfhausen · | 26. Apr. 2016  | Hier wohnte Pauline de Jonge geb. Meyer Jg. 1877 deportiert 1942 Theresienstadt ermordet 27.8.1942                                 | Stolperstein Pauline de Jonge |           |
| Thiener Straße 12, Alfhausen · | 26. Apr. 2016  | Hier wohnte Rosa de Jonge geb. Meyer Jg. 1878 eingewiesen Heilanstalt Osnabrück 'verlegt’ 27.9.1940 Brandenburg ermordet 27.9.1940 | Stolperstein Rosa de Jonge    |           |
| Thiener Straße 12, Alfhausen · | 26. Apr. 2016  | Hier wohnte Siegfried Meyer Jg. 1887 'Schutzhaft’ 1938 Buchenwald ermordet 22.11.1938                                              | Stolperstein Siegfried Meyer  |           |